# Мухин, Анатолий Иванович
Анатолий Иванович Мухин (1874—1924) — русский художник.

## Биография
Родился в 1874 году в старообрядческой семье Ивана Мухина и Епифановой Еропиады Николаевны. В семье было 5 сыновей — Анатолий, Иван, Николай, Алексей, Андрей и одна дочь — Лариса.
Окончил курс наук в Академии художеств по исторической живописи, получил диплом.
Работал в Московском художественном училище живописи (ученик великого Валентина Серова), ваяния и зодчества, был отличным рисовальщиком, опытным и умелым композиционером и колористом. Затем был приглашен на работу в Ростов-на-Дону (Нахичевань-на-Дону).
Был в числе основателей и членом Ростово-Нахичеванского на Дону общества изящных искусств (1907—1918).
Умер в 1924 году.

## Творчество
Подготовил талантливых учеников, одним из которых стал известный в Ростове художник Келлер, Пётр Степанович.